# Dajr ez-Zaur
Dajr ez-Zaur vagy Deir ez-Zór (arabul دير الزور) város Szíriában, a róla elnevezett kormányzóságban. Az ország hatodik legnagyobb városa.

## Földrajzi fekvése

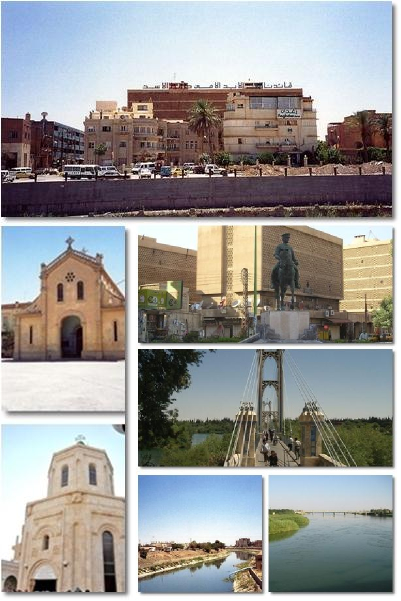
Dajr ez-Zaur

Damaszkusztól 450 km-re északkeletre, az Eufrátesz folyó bal partján található.

## Története
A város környéke már a középkorban is lakott volt, erre utal nevének Deir előtagja is, mely az arab nyelvben kolostort jelent. Habár erre vonatkozólag nincsenek írásos források, ez a megnevezés korai keresztény lakosságot enged feltételezni.
A modern város alapítása az Oszmán Birodalom uralmának idejére tehető, mikor 1867-ben nagyszabású építkezések kezdődtek az itt korábban álló település területén, mely nemsokára az Oszmán Birodalom egyik szandzsákjának székhelyévé vált. Az első világháború idején a város az örmény népirtás egyik helyszínévé vált, az itt felállított haláltáborban 1915 – 16 között becslések szerint 150 000 örmény vesztette életét (az áldozatok emlékére 1991-ben emeltek emlékművet a városban).
1917-ben a város az Antant-csapatok kezére került, majd a Sèvres-i békeszerződést követően a francia mandátumterület része lett. A második világháború idején, 1941-ben a szövetséges csapatok közel-keleti hadjáratának idején súlyos harcok zajlottak a város birtoklásáért a vichy-francia csapatok ellen, melyek végül szövetséges győzelemmel értek véget. A háború után rövidesen, 1946-ban a frissen függetlenedő Szíria része lett.
Dajr ez-Zaur jelentős szerephez ismét a szíriai polgárháború idején jutott, mikor 2011 novemberében a Szabad Szíriai Hadsereg az őket támogat dzsihádista lázadókkal karöltve támadást indított a várost július óta megszállva tartó reguláris hadsereg ellen. A kibontakozó csatában a szemben álló feleknek két év alatt sem sikerült eredményt elérniük.

## Lakossága
A 2004-es népszámlálás idején 211 857 fő volt a város népessége. A lakosság többsége arab (jelentős részük beduin gyökerekkel), de kisebb kurd, örmény és asszír kisebbség is él itt (Örményország egyik szíriai konzulátusa is itt található). Vallásilag a lakosság abszolút többsége az iszlám vallás szunnita irányzatához tartozik, azonban egy kis számú keresztény közösség is fellelhető.

## Híres szülöttei
- Rijád Fárid Hidzsáb (1966 - ) szíriai miniszterelnök (2012. június 23. - augusztus 6. között)

## Fordítás
Ez a szócikk részben vagy egészben  a   Deir ez-Zor című angol Wikipédia-szócikk fordításán alapul.  Az eredeti cikk szerkesztőit annak laptörténete sorolja fel. Ez a jelzés csupán a megfogalmazás eredetét és a szerzői jogokat jelzi, nem szolgál a cikkben szereplő információk forrásmegjelöléseként.